# Port lotniczy Narita
Międzynarodowy Port Lotniczy Narita (jap. 成田国際空港 Narita Kokusai Kūkō; ang. Narita International Airport) – międzynarodowy port lotniczy Japonii, położony 65 km od centrum Tokio. Przejął niemal cały ruch międzynarodowy z drugiego tokijskiego lotniska – Haneda. Otwarty w roku 1978 po 12 latach budowy. Do 2004 r. działał pod nazwą Nowy Międzynarodowy Port Lotniczy Tokio.
Narita obsługuje większość międzynarodowego ruchu pasażerskiego do i z Japonii, jest również głównym punktem połączenia dla ruchu lotniczego między Azją i obiema Amerykami. Lotnisko obsłużyło 35 478 146 pasażerów w 2007 roku.
Jest drugim co do ruchliwości pasażerskim portem lotniczym w Japonii i największym centrum przewozów lotniczych w Japonii oraz dziewiątym co do ruchliwości centrum transportu lotniczego na świecie. Służy jako główny węzeł międzynarodowych japońskich linii lotniczych Japan Airlines, All Nippon Airways i Nippon Cargo Airlines. Służy także jako hub Azji dla Delta Air Lines i United Airlines. Zgodnie z japońskim prawem, jest klasyfikowane jako lotnisko pierwszej klasy.

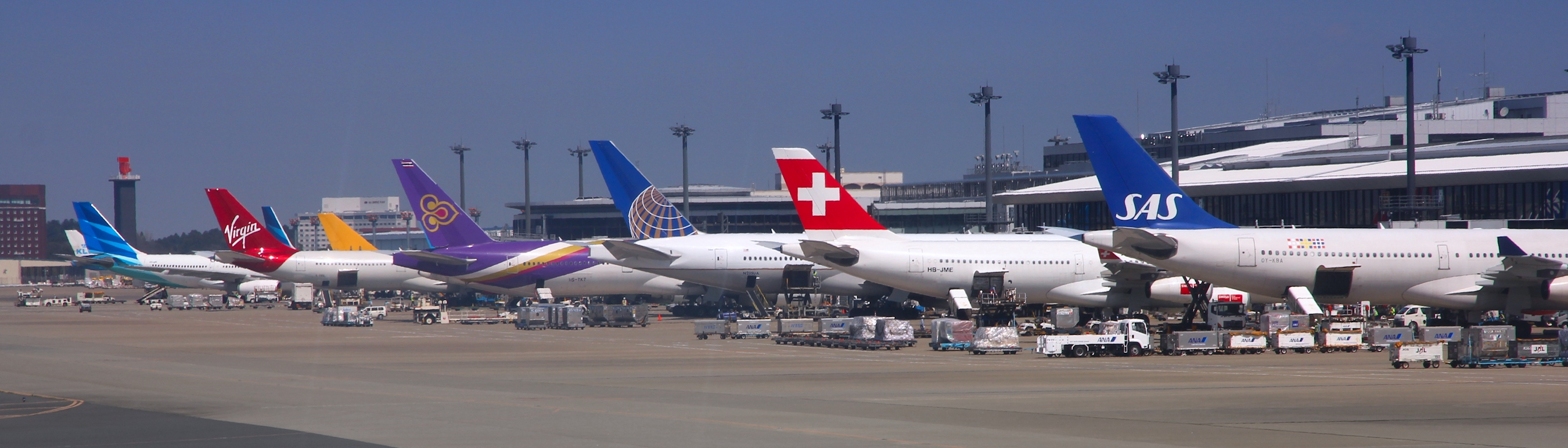
Samoloty różnych linii lotniczych oczekujące na pasażerów w Porcie Lotniczym Narita

## Linie lotnicze i połączenia
Lotnisko Tokio-Narita obsługiwane jest przez 85 linii lotniczych, które oferują bezpośrednie połączenia do 120 portów lotniczych w Azji, Afryce, Ameryce Północnej, Europie i Oceanii:

### Połączenia pasażerskie
| Linia lotnicza                     | Kierunek |
| ---------------------------------- | --- |
| Aero K                             | 1. Cheongju 2. Seul-Inczon |
| Aeroméxico                         | 1. Meksyk-Benito Juárez Sezonowo: 1. Monterrey |
| Aero Mongolia                      | 1. Ułan Bator |
| Air Busan                          | 1. Pusan 2. Seul-Inczon |
| Air Canada                         | 1. Montreal-Trudeau 2. Toronto-Pearson 3. Vancouver |
| Air China                          | 1. Pekin 2. Dalian 3. Hangzhou 4. Szanghaj-Pudong 5. Tiencin |
| Air India                          | 1. Delhi |
| Air Japan                          | 1. Bangkok-Suvarnabhumi 2. Seul-Inczon 3. Singapur |
| Air Macau                          | 1. Makau |
| Air New Zealand                    | 1. Auckland |
| Air Niugini                        | 1. Koror |
| Air Premia                         | 1. Seul-Inczon |
| Air Seoul                          | 1. Seul-Inczon |
| Air Tahiti Nui                     | 1. Papeete |
| All Nippon Airways                 | 1. Bangkok-Suvarnabhumi 2. Bruksela 3. Chicago-O'Hare 4. Dalian 5. Guangzhou 6. Hangzhou 7. Hanoi 8. Ho Chi Minh 9. Hongkong 10. Honolulu 11. Dżakarta 12. Kuala Lumpur 13. Los Angeles 14. Manila 15. Meksyk-Benito Juárez 16. Mumbaj 17. Nagoja 18. Paryż-Charles de Gaulle 19. Pekin 20. Qingdao 21. San Francisco 22. Sapporo-Chitose 23. Szanghaj-Pudong 24. Singapur 25. Xiamen Sezonowo: 1. Perth |
| American Airlines                  | 1. Dallas-Fort Worth 2. Las Vegas (od 4 stycznia 2025) |
| ANA Wings                          | 1. Nagoja |
| Asiana Airlines                    | 1. Seul-Inczon 2. Guam |
| Austrian Airlines                  | Sezonowo: 1. Wiedeń |
| Batik Air Malaysia                 | 1. Kuala Lumpur 2. Tajpej-Taoyuan |
| Biman Bangladesh Airlines          | 1. Dhaka |
| Cathay Pacific                     | 1. Hongkong 2. Tajpej-Taoyuan |
| Cebu Pacific                       | 1. Cebu 2. Clark 3. Manila |
| China Airlines                     | 1. Kaohsiung 2. Tajpej-Taoyuan |
| China Eastern Airlines             | 1. Kunming 2. Nankin 3. Qingdao 4. Szanghaj-Pudong 5. Wuhan 6. Xi'an |
| China Southern Airlines            | 1. Changchun 2. Dalian 3. Guangzhou 4. Harbin 5. Szanghaj-Pudong 6. Shenyang 7. Wuhan 8. Zhengzhou |
| Eastar Jet                         | 1. Seul-Inczon |
| Egyptair                           | 1. Kair |
| El Al                              | 1. Tel Awiw |
| Emirates                           | 1. Dubaj |
| Ethiopian Airlines                 | 1. Addis Abeba 2. Seul-Inczon |
| Etihad Airways                     | 1. Abu Zabi |
| EVA Air                            | 1. Kaohsiung 2. Tajpej-Taoyuan |
| Fiji Airways                       | 1. Nadi |
| Finnair                            | 1. Helsinki |
| Florida West International Airways | 1. Seul-Inczon |
| Garuda Indonesia                   | 1. Denpasar 2. Manado |
| Greater Bay Airlines               | 1. Hongkong |
| Hainan Airlines                    | 1. Pekin 2. Xi’an |
| Hawaiian Airlines                  | 1. Honolulu |
| HK Express                         | 1. Hongkong |
| Hong Kong Airlines                 | 1. Hongkong |
| Iberia                             | 1. Madryt |
| Japan Airlines                     | 1. Bangkok-Suvarnabhumi 2. Bengaluru 3. Boston 4. Dalian 5. Frankfurt 6. Fukuoka 7. Guam 8. Hanoi 9. Ho Chi Minh 10. Hongkong 11. Honolulu 12. Dżakarta 13. Kuala Lumpur 14. Los Angeles 15. Manila 16. Melbourne 17. Nagoja 18. Paryż-Charles de Gaulle 19. Pekin 20. San Diego 21. San Francisco 22. Seattle-Tacoma 23. Singapur 24. Szanghaj-Pudong 25. Tajpej-Taoyuan 26. Vancouver                  |
| Jeju Air                           | 1. Pusan 2. Guam 3. Seul-Inczon |
| Jetstar                            | 1. Brisbane 2. Cairns |
| Jetstar Japan                      | 1. Asahikawa 2. Fukuoka 3. Kagoshima 4. Kōchi 5. Kumamoto 6. Manila 7. Matsuyama 8. Miyazaki 9. Nagasaki 10. Naha 11. Ōita 12. Osaka-Kansai 13. Sapporo-Chitose 14. Szanghaj-Pudong 15. Shimojishima 16. Shonai 17. Tajpej-Taoyuan 18. Takamatsu |
| Jin Air                            | 1. Pusan 2. Seul-Inczon |
| Juneyao Air                        | 1. Szanghaj-Pudong 2. Wuxi |
| KLM                                | 1. Amsterdam |
| Korean Air                         | 1. Pusan 2. Seul-Inczon |
| LOT Polish Airlines                | 1. Warszawa-Chopin |
| Malaysia Airlines                  | 1. Kota Kinabalu 2. Kuala Lumpur |
| MIAT Mongolian Airlines            | 1. Ułan Bator |
| Nepal Airlines                     | 1. Katmandu |
| Peach                              | 1. Amami 2. Fukuoka 3. Ishigaki 4. Kagoshima 5. Kaohsiung 6. Kushiro 7. Miyazaki 8. Nagasaki 9. Naha 10. Ōita 11. Osaka-Kansai 12. Sapporo-Chitose 13. Tajpej-Taoyuan |
| Philippine Airlines                | 1. Cebu 2. Manilas |
| Philippines AirAsia                | 1. Manila |
| Qantas                             | 1. Brisbane 2. Melbourne |
| Qatar Airways                      | 1. Doha |
| Royal Brunei Airlines              | 1. Bandar Seri Begawan |
| Scoot                              | 1. Singapur 2. Tajpej-Taoyuan |
| Shandong Airlines                  | 1. Jinan |
| Shenzhen Airlines                  | 1. Shenzhen 2. Wuxi |
| Sichuan Airlines                   | 1. Chengdu-Tianfu |
| Singapore Airlines                 | 1. Los Angeles 2. Singapur |
| Spring Airlines                    | 1. Hangzhou 2. Szanghaj-Pudong 3. Shijiazhuang |
| Spring Airlines Japan              | 1. Harbin 2. Hiroshima 3. Ningbo 4. Sapporo-Chitose 5. Szanghaj-Pudong 6. Tiencin |
| SriLankan Airlines                 | 1. Kolombo |
| Starlux Airlines                   | 1. Tajpej-Taoyuan |
| Swiss International Air Lines      | 1. Zurych |
| Thai AirAsia                       | 1. Bangkok-Don Muang 2. Kaohsiung |
| Thai AirAsia X                     | 1. Bangkok-Don Muang |
| Thai Airways International         | 1. Bangkok-Suvarnabhumi |
| Thai Lion Air                      | 1. Bangkok-Don Muang 2. Tajpej-Taoyuan |
| Tigerair Taiwan                    | 1. Kaohsiung 2. Tajpej-Taoyuan |
| Turkish Airlines                   | 1. Stambuł |
| T'way Air                          | 1. Daegu 2. Seul-Inczon |
| United Airlines                    | 1. Cebu 2. Denver 3. Guam 4. Houston-Intercontinental 5. Los Angeles 6. Newark 7. Saipan 8. San Francisco |
| Uzbekistan Airways                 | 1. Taszkent |
| VietJet Air                        | 1. Hanoi 2. Ho Chi Minh |
| Vietnam Airlines                   | 1. Đà Nẵng 2. Hanoi 3. Ho Chi Minh |
| WestJet                            | 1. Calgary |
| XiamenAir                          | 1. Fuzhou 2. Xiamen |
| Zipair Tokyo                       | 1. Bangkok-Suvarnabhumi 2. Honolulu 3. Los Angeles 4. Manila 5. San Francisco 6. San Jose 7. Seul-Inczon 8. Singapur 9. Vancouver |

### Cargo
- Aerofłot-Cargo (Moskwa-Szeremietiewo)
- AirBridgeCargo Airlines (Amsterdam, Moskwa-Szeremietiewo)
- Air France Cargo (Paryż-Charles de Gaulle)
- Air Hong Kong (Hongkong)
- Atlas Air
- Cargo Garuda Indonesia (Dżakarta-Soekarno-Hatta)
- Cathay Pacific (Hongkong)
- China Airlines Cargo (Tajpej-Taoyuan)
- China Cargo Airlines (Szanghaj-Pudong)
- Emirates SkyCargo (Dubaj)
- FedEx Express (Anchorage, Kanton, Memphis, Oakland)
- Hong Kong Airlines Cargo (Hongkong)
- KLM Cargo
- Korean Air Cargo (Seul-Incheon)
- Lufthansa Cargo (Frankfurt)
- MASkargo (Kuala Lumpur, Penang, Johor Bahru)
- Nippon Cargo Airlines (Amsterdam, Anchorage, Bangkok-Suvarnabhumi, Pekin-Capital, Chicago-O’Hare, Guadalajara, Hongkong, Los Angeles, Nagoja-Centrair, Nowy Jork-JFK, Mediolan-Malpensa, Osaka-Kansai, San Francisco, Seul-Incheon, Szanghaj-Pudong, Tiencin)
- Polar Air Cargo
- Singapore Airlines Cargo (Bangkok-Suvarnabhumi, Singapur)
- Southern Air (Anchorage, Chicago-O’Hare, Seul-Incheon)
- UPS Airlines (Clark, Louisville, Ontario, Szanghaj-Pudong)
- Yanda Airlines (Bangkok-Suvarnabhumi)